# Martin Reinl

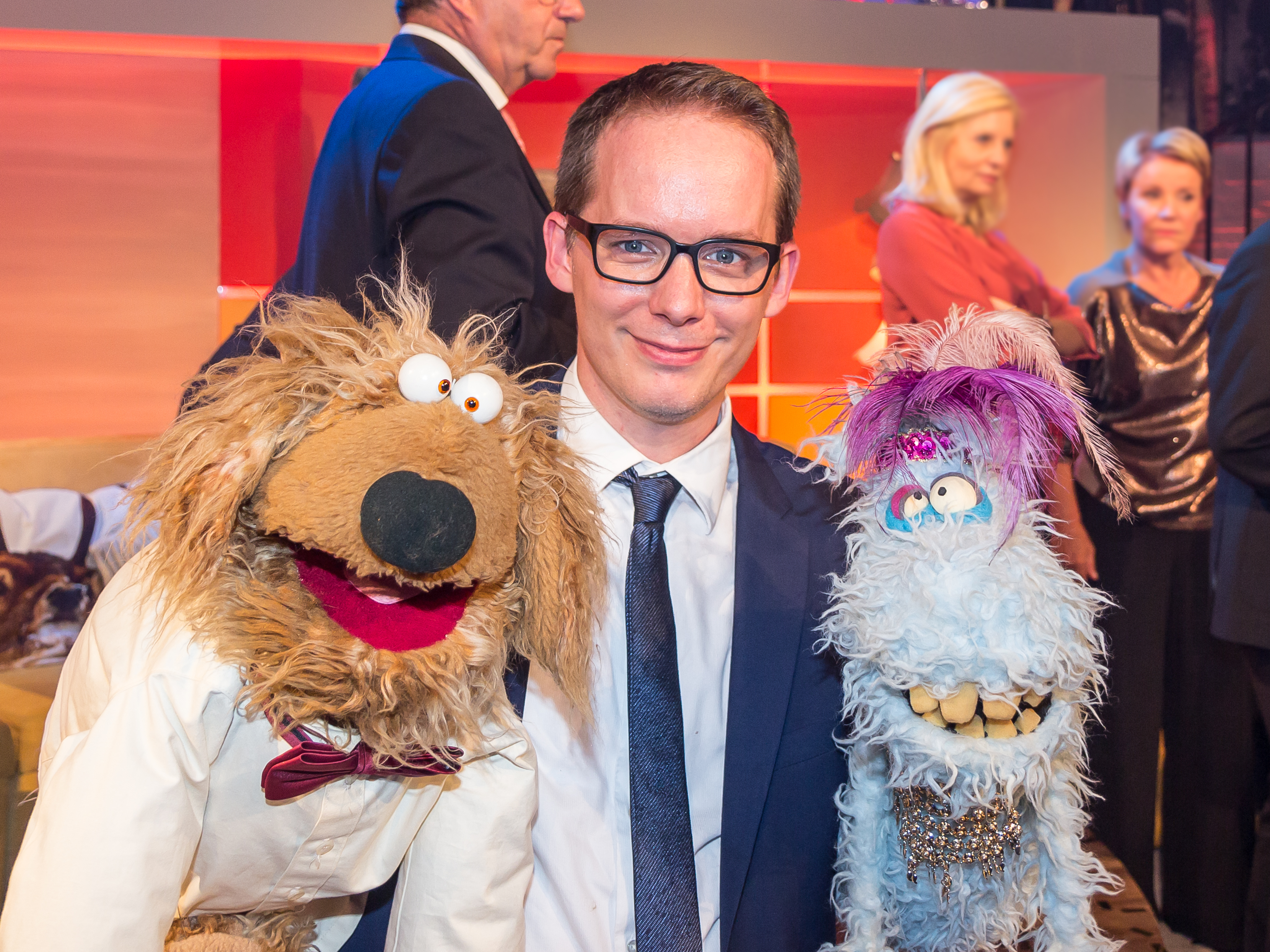
Martin Reinl mit seinen Puppen Wiwaldi (links) und dem alten Zirkuspferd Horst-Pferdinand bei der Sendung Zimmer Frei! – Der Abschied im September 2016

Martin Reinl (* 15. Oktober 1975 in Mainz) ist ein deutscher Stand-up-Comedian, Synchronsprecher, Puppenspieler, Autor und Regisseur.

## Werdegang
Reinl studierte 1996 zunächst Kommunikationsdesign an der Fachhochschule Wiesbaden und wechselte 1997 zum Studiengang Audiovisuelle Medien in Köln. Ab dem Jahr 1996 stand er mit ersten Comedyauftritten auf der Bühne. Nach Fortsetzung seines Studiums in Köln präsentierte er sein erstes Bühnenprogramm Der Kaugummizwerg kehrt zurück unter anderem im Kölner Wohnzimmertheater.
In den darauf folgenden Jahren kamen weitere Programme und Auftritte hinzu, beispielsweise bei RTL II, ProSieben und im WDR Fernsehen. 1998 trat seine Handpuppe Wiwaldi das erste Mal ins Rampenlicht der Comedywelt. Seine erste CD gab Reinl 1999 heraus: Piep! 999 Anrufbeantwortersprüche. Im Jahr 2000 besuchte Reinl die Köln Comedy Schule, 2002 beendete er erfolgreich sein Studium an der Kunsthochschule für Medien Köln.
Von 2002 bis zur Einstellung der Sendung 2016 war Reinl mit seinen Puppen bei Zimmer frei! im WDR Fernsehen zu sehen. Waren es zunächst noch seine „anspruchsvollen Rollen“, so erschien er in späteren Jahren mit der selbstkreierten Puppe Wiwaldi, einem Hund mit frechem Mundwerk, im Promi-Talk-Teil der Sendung, oftmals von weiteren von Reinl kreierten Puppen begleitet. Dazu gehörten u. a. das alte ehemalige Zirkuspferd Horst-Pferdinand. Mit diesem interviewt er gerne Promis, tritt aber auch in Shows auf, beispielsweise in 5 gegen Jauch auf RTL.
Auch hinter den beiden Puppen Peb und Pebber (Toggolino) auf Super RTL (Plattform Ernährung und Bewegung e. V.) steckt Martin Reinl. Für die Gestaltung der Serie Peb und Pebber erhielt er am 22. Juni 2008 im Rahmen des Filmfestes München einen Sonderpreis, den Weißen Elefanten.
Darüber hinaus ist Reinl unter anderem verantwortlich für das Haselhörnchen auf Super RTL (ab April 2009 als eigenes Sendeformat). Im Jahr 2009 erhielt er für Hasel Potter aus der Serie Haselhörnchen den Emil 2009 der Zeitschrift TV Spielfilm für gutes Kinderfernsehen. Die Anerkennung gilt ihm vor allem als Puppenvater, der diese Fernsehhelden erfindet, baut, spricht und spielt.
Bis 2010 war Reinl auch bei Sat.1 in der Late-Night-Show Die Oliver Pocher Show mit zwei frechen Babys (Kalle und Ralle) vertreten, die dem Moderator Oliver Pocher bei seiner Moderation Paroli boten. Seit 2011 ergänzt seine Figur Benno Benz die Sendung Auto Mobil bei VOX.
Reinl synchronisiert auch Zeichentrickfilme (z. B. Mr. Bean in der animierten Fassung), Filme oder Computerspiele. Im Jahr 2007 feierte er zusammen mit Ramona Schukraft die Premiere der gemeinsamen Bühnenshow Zur Sache, Puppe, eine Mischung aus Stand-up-Comedy und Puppenspiel. Er ist außerdem regelmäßiger Gast bei NightWash und ist live im Quatsch Comedy Club in Berlin und Hamburg zu sehen.
Als kreativer Kopf steckte Reinl hinter dem Pilot-Format Ausgekuschelt! Die Puppen-WG, das im Rahmen des TVLab 2011 von ZDFneo ausgestrahlt wurde. Dabei handelt es sich um eine Puppen-Comedy, in der ehemals prominente Kuscheltiere den Weg zurück ins Rampenlicht suchen.
Von 2012 bis 2016 gab der WDR seiner bekanntesten Puppe eine eigene Sendung, Die Wiwaldi Show. Insgesamt wurden 31 Episoden produziert. Die ersten 3 Staffeln wurden Sonntag abends im WDR ausgestrahlt, Staffel 4 und 5 hatten ihre Erstausstrahlung in der ARD. Die Wiwaldi Show war eine Ko-Produktion von Endemol, der bigSmileEntertainment GmbH und dem WDR. In der Sendung sind abgesehen von Promis und Publikum nur Puppen zu sehen. Die Wiwaldi Show wurde 2013 für den Grimme-Preis in der Kategorie Unterhaltung nominiert.
Ab 2008 übernahm Reinl einzelne Figuren in der Sesamstraße. Im Jahr 2012 wurde das Sendekonzept der Sesamstraße überarbeitet, seitdem führt die von Reinl gespielte Figur Elmo durch die Sendung. Seit 2015 spielt und spricht er außerdem die Figur Grobi für die deutsche Ausgabe der Sesamstraße. In Eine Möhre für zwei und in Sesamstraßen-Sketchen spielt und synchronisiert er den „griesgrämigen“ Wolf mit italienischen Akzent.
Seit 2013 ist Reinl verantwortlich für die Figuren Jan & Henry, die wöchentlich im Sandmännchen und seit 2017 in ihrer eigenen Krimiserie Ein Fall für die Erdmännchen zu sehen sind. Die Abenteuer der zwei Erdmännchenbrüder, die er zusammen mit seinem Kollegen Carsten Morar-Haffke spielt, erschienen auch als Bücher und DVD, wurden bereits für den Grimme-Preis nominiert und 2014 mit dem Kindermedienpreis Emil sowie 2019 dem Goldenen Spatz ausgezeichnet.
Seit 2013 ist Reinl Puppenspieler der Figur Woozle Goozle in der gleichnamigen Fernsehserie auf Super RTL. Seit 2015 produziert er für das Kindermagazin Timster den Blog vom kleinen Mädchen, in dem eine Monstermädchen-Figur sich jede Woche mit Themen aus der Medienwelt beschäftigt. Von 2016 bis 2017 war er Juror in der RTL-Sendung Die Puppenstars.
Außerdem betreibt Reinl seit 2023 zusammen mit Julian Schlichting einen eigenständigen Podcast namens Puppkultur.
Gemeinsam mit dem Puppenspielerkollegen Carsten Haffke ist Reinl mit  Puppen-Impro-Shows (2011–2017: "Pfoten hoch!", 2017–2024: "Unter Puppen", seit 2024: "Puppen gucken") auf Tournee.
Reinl ist Geschäftsführer der Firma bigSmile Entertainment GmbH und wohnt in Köln.

## Preise und Auszeichnungen
- 2008: Kindermedienpreis Der weiße Elefant des Münchner Filmfestes als undotierter Sonderpreis für Peb und Pepper bei Super RTL
- 2009: Emil 2009 der Zeitschrift TV Spielfilm. Den Preis für gutes Kinderfernsehen erhielt der Sender Super RTL für Hasel Potter aus der Serie Haselhörnchen – Hier knallt die Ente.
- 2014: Emil 2014 der Zeitschrift TV Spielfilm für seine Arbeiten an Jan & Henry, Peb & Pebber und der Sesamstraße
- 2015: Kindermedienpreis Der weiße Elefant mit der Puppe Woozle in der Kategorie Bestes TV-Format für Woozle Goozle (Endemol Beyond/Super RTL)
- 2016: Kindermedienpreis Goldener Spatz in der Kategorie Unterhaltung für Woozle Goozle (Endemol Beyond/Super RTL)
- 2019: Kindermedienpreis Goldener Spatz in der Kategorie Serie/Fiction für Ein Fall für die Erdmännchen / Jan und Henry

## DVD
- 2009: Haselhörnchen. Hier knallt die Ente
- 2009: Haselhörnchen. Auf in die zweite Runde
- 2015: Jan & Henry 1
- 2016: Jan & Henry 2
- 2016: Jan & Henry 3
- 2018: Ein Fall für die Erdmännchen – Staffel 1
- 2019: Ein Fall für die Erdmännchen – Staffel 2